# Henry B. Gray
Henry Bramlette Gray (* 8. Februar 1867 im Calhoun County, Alabama; † 30. April 1919) war ein US-amerikanischer Politiker und von 1907 bis 1911 der sechste Vizegouverneur von Alabama.
Nach einem guten Schulabschluss betätigte sich Gray ab 1885 bei der Atlanta Constitution, einer Zeitung. 1887 wechselte er seine Berufsstelle und war bis 1892 beim Age-Herald tätig.
Seine politische Karriere begann 1896 mit der Wahl in den Stadtrat von Birmingham. Ein Jahr später war er Mitglied der Behörde für Bildung. 1900 wurde er Kämmerer des Jefferson County. Er bekleidete dieses Amt vier Jahre lang. Schon ab 1895 hatte er als Vorsitzender der Peoples Savings Bank and Trust Co., einer der bekanntesten regionalen Banken, Erfahrungen im finanziellen Sektor gemacht.
Mit der Wahl 1906 zum Vizegouverneur Alabamas hatte Gray seinen politischen Zenit erreicht. Er übte dieses Amt von 1907 bis 1911 aus. Wie sein Vorgänger Russell McWhortor Cunningham und sein Nachfolger Walter D. Seed gehörte er der Demokratischen Partei an.
Seit dem 15. April 1891 war er mit Bessie Martin verheiratet. Die beiden hatten in Birmingham geheiratet.